# Blåhovedet amazone
Blåhovedet amazone (latin: Amazona arausiaca) er en papegøje, der lever i bjerskovene på Dominica.